# Libertação masculina
O movimento de libertação masculina é um movimento social que questiona privilégios masculinos, estereótipos e expectativas impostas aos homens, considerados prejudiciais tanto para eles quanto para outros. O movimento entende essas construções sociais como restrições que afetam negativamente não só os homens, mas a sociedade como um todo.
Crítico das restrições socialmente impostas aos homens, o movimento foca em medidas investigativas, educacionais e práticas destinadas a ajudar os homens, como indivíduos ou como um grupo, a reestruturar positivamente seu comportamento emocional e social. O movimento também defende reformas legais e políticas para lidar com pressões sistêmicas indevidas que afetam os homens.
Os ativistas do movimento em geral simpatizam com pontos de vista feministas, e os dois movimentos frequentemente abordam questões de forma sinérgica e complementar.

## Origens
O movimento de libertação masculina surge em 1970, a procura de entender como uma sociedade patriarcal também poderia afetar os homens. O movimento surge como uma resposta ao crescimento do feminismo, a contracultura da época, e a revolução sexual da época. Jack Sawyer publica On Male Liberation (Sobre a Liberação Masculina em português), onde discutia as implicações negativas do estereótipo do homem ideal
Apesar da tendência inicial do movimento em investigar e combater os problemas do sexismo para ambos os gêneros, parte dos integrantes  tinha interesse maior ou exclusivo nos custos que o mesmo trazia aos homens. Eventualmente esta diveregência se agravou levando a uma divisão no movimento entre pró-feministas e os antifeministas ou indiferentes ao feminismo. Os pró-feministas continuaram no movimento ou se juntaram a outros grupos feministas. Já os outros formaram um novo movimento chamado de Movimento dos Direitos do Homem.

## Movimento Homens, Libertem-se
Em 2014, o coletivo brasileiro Mo[vi]mento-MG/RJ e o grupo de teatro estadunidense The Living Theatre, de Nova Iorque, lançaram o movimento artístico e social "Homens, Libertem-se/Men Get Free" para a libertação dos homens. Essa libertação seria de forma não opressora às mulheres, pois valores patriarcais e machistas prejudicam e oprimem também os homens, não só as mulheres. No fim do ano de 2014, o movimento lançou uma campanha em referência à queima de sutiãs pela mulheres para a libertação feminina e chamada de "Homem, o que você queimaria?". Dentre as bandeiras pautadas pelo movimento estão questionamentos relacionados sobre:
- Serviço militar obrigatório comum para homens
- Comportamentos e características sexuais esperados envolvendo tamanho do pênis humano, disfunção erétil e quantidade de parceiras(os)
- Papéis de gênero esperados como provimento financeiro da casa, posturas de insensibilidade emocional e infalibilidade, cuidados de aparência e saúde (exame da próstata)
- Drogadição e violência geral e contra mulheres
- Gosto por esportes
- Profissões "não aceitáveis" (cabeleireiro, decorador, bailarino)
- Vestuários "não permitidos" (saia) e com conotação de respeito (gravata)
- Paternidade desde o início, com filhas e filhos
- Relação carinhosa entre homens, sem ligação com a sexualidade necessariamente
- Modelo fechado de masculinidade
- Papel na luta pela igualdade buscada pelo feminismo